# Klorsyrlighet
Klorsyrlighet (HClO2) är en svag syra som inte existerar i fritt tillstånd utan enbart som lösning i vatten. Salter av klorsyrlighet kallas kloriter.

## Egenskaper
Klorsyrlighet är ett kraftigt oxidationsmedel som verkar blekande. Klorsyrlighetens salter kallas kloriter, varav många är tämligen stabila, i synnerhet under basiska betingelser. I klorsyrlighet har klor oxidationstalet III, och föreningen antar en böjd geometri.
Klor är den enda av de fyra halogenerna som kan bilda en syra på formen HXO2. Fluor kan inte bilda en sådan förening och motsvarande föreningar av brom och jod har aldrig påvisats även om de är teoretiskt möjliga.